# Hilary Duff

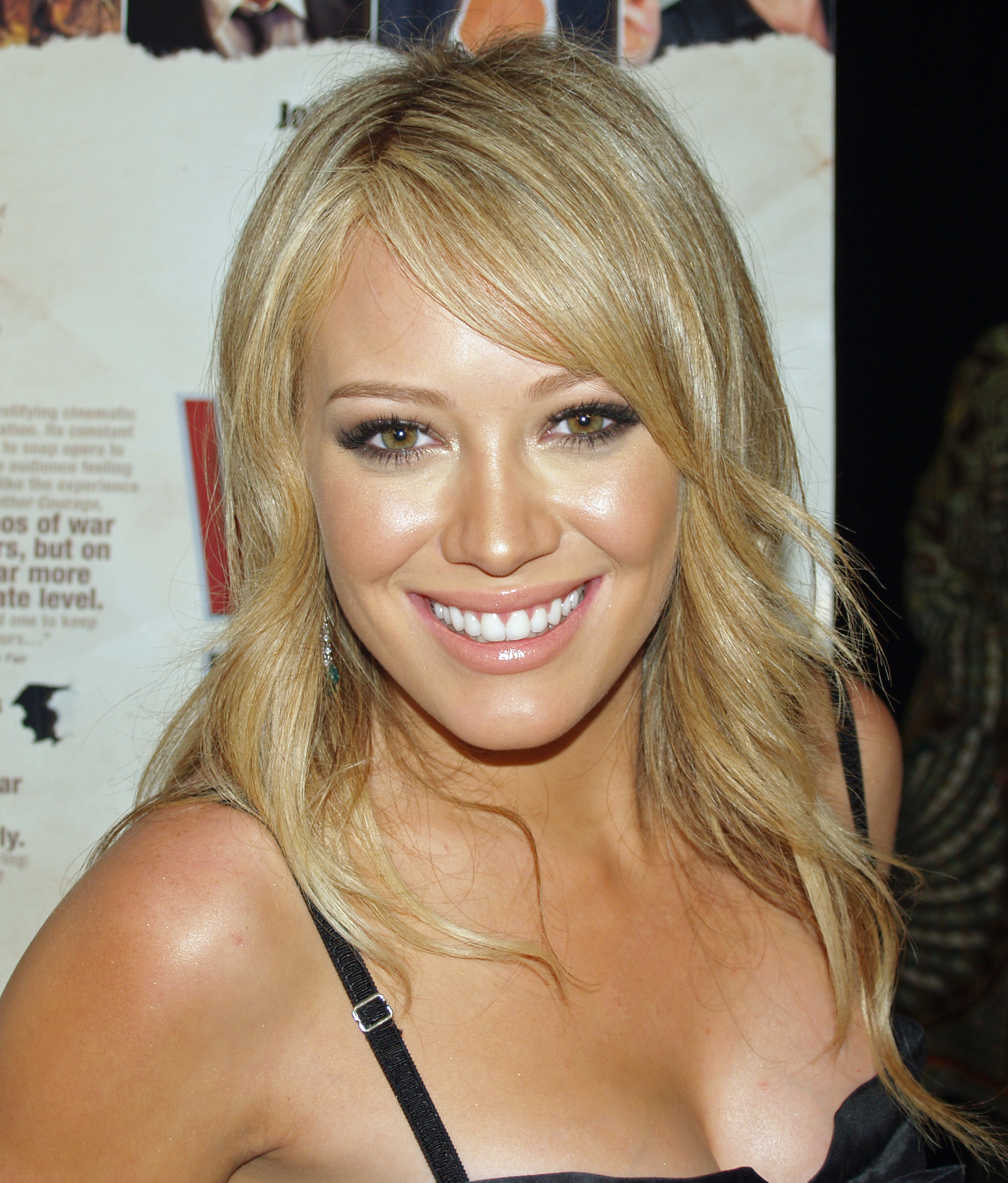
Hilary Duff (2008)

Hilary Erhard Duff (* 28. September 1987 in Houston, Texas) ist eine US-amerikanische Sängerin, Schauspielerin, Autorin und Unternehmerin. Der breiten Masse wurde sie durch die Disney-Channel-Serie Lizzie McGuire bekannt.

## Leben
Hilary Erhard Duff ist die Tochter von Susan Duff, geborene Cobb, die auch ihre Managerin ist, und Robert Erhard „Bob“ Duff, der Partner in einer Kette von Convenience Shops ist. Duff hat eine rund zweieinhalb Jahre ältere Schwester namens Haylie, die ebenfalls Sängerin und Schauspielerin ist. Ihre Eltern ließen sich 2007 scheiden.
Duff war von 2001 bis 2003 mit Aaron Carter liiert. Von 2004 bis 2006 hatte sie eine Beziehung mit Joel Madden, dem Frontmann der Band Good Charlotte. 2007 kam sie mit dem ehemaligen kanadischen Eishockeyspieler Mike Comrie zusammen, den sie am 14. August 2010 im kalifornischen Santa Barbara heiratete. Ihr gemeinsamer Sohn wurde am 20. März 2012 in Los Angeles geboren. Anfang 2014 gaben die beiden ihre Trennung bekannt. Am 20. Februar 2015 reichte sie offiziell die Scheidung ein. Am 21. Dezember 2019 heiratete Duff den Musiker Matthew Koma, der der Vater ihrer am 25. Oktober 2018 geborenen Tochter ist. Am 24. März 2021 kam ihre zweite gemeinsame Tochter zur Welt. Am 3. Mai 2024 wurden sie Eltern einer dritten Tochter.

## Schauspielkarriere
Duff startete ihre Karriere im Alter von sechs Jahren, als sie beim Cecchetti-Ballett tanzte. Später filmte sie diverse Fernsehwerbespots, und dies trotz eines angeborenen Sprachfehlers – sie konnte das „R“ nicht aussprechen. Es gelang ihr lediglich beim Singen, wie ihre Chorlehrerin bemerkte. Ihre erste Hauptrolle bekam sie 1998 in dem Film Casper trifft Wendy.
Von 2001 bis 2004 spielte Duff die Hauptrolle in der Disney-Channel-Serie Lizzie McGuire. Durch diese wurde sie national als auch international bekannt und bewies darin zudem ihr Gesangstalent. Sie sang unter anderem das Lied I Can’t Wait. Im Serienabschlussfilm Popstar auf Umwegen (2003), der Rom zum Schauplatz hatte, sang sie die Lieder Why Not und What Dreams are Made Of. Sowohl der Soundtrack zum Film, als auch die folgenden Alben wurden unter dem zur Disney Music Group gehörenden Label Hollywood Records veröffentlicht. Der Soundtrack verkaufte sich so gut, dass er ihr eine Goldene Schallplatte einbrachte. Außerdem spielte sie 2002 die Hauptrolle im Film Soldat Kelly.
Duff spielte im Film Agent Cody Banks die Natalie Conners, und in Im Dutzend billiger (beide 2003) verkörperte sie die trendige Lorraine Baker. 2004 spielte sie die Hauptrollen in den Filmen A Cinderella Story und Raise Your Voice. Des Weiteren lieh sie ihre Stimme der Prinzessin Crystal für den Film Die Suche nach dem Weihnachtsmann (2004).
2005 spielte Duff neben Heather Locklear und Chris Noth in dem Spielfilm Der perfekte Mann. Zusätzlich drehte sie im selben Jahr die Fortsetzung von Im Dutzend billiger. 2006 spielte sie neben ihrer Schwester Haylie Duff die Tanzie Marchetta in Material Girls.
Von 2006 bis 2007 drehte Duff den Film War Inc. – Sie bestellen Krieg: Wir liefern mit John Cusack, der im Mai 2008 in die Kinos kam. 2007 drehte sie außerdem die Streifen Greta, welcher 2009 in die US-Kinos kam, und What Goes Up, der ebenfalls 2009 erschien. Zudem erhielt sie das Angebot, in der Neuauflage der Serie Beverly Hills 90210 die Rolle der Annie Wilson zu spielen, was sie jedoch ablehnte. Sie nahm eine Hauptrolle in der Komödie Stay Cool – Feuer & Flamme an, die 2011 in die Kinos kam. Darin spielt sie Shasta O'Neil, die einen älteren Mann (Mark Polish) zum Abschlussball einlädt. Außerdem konnte sie sich eine weitere Rolle sichern: Sie spielte in der Verfilmung des Buches Provinces of Night als Raven Halfacre mit. Der Film kam im Mai 2011 in die US-Kinos.
2009 mimte Duff die Gastrolle der Olivia Burke in der Serie Gossip Girl. Außerdem verkörperte sie die Rolle des Filmstars Kim Powers im Film She Wants Me (2012).
Seit 2015 war Duff neben Sutton Foster und Debi Mazar in einer Hauptrolle in der Serie Younger zu sehen, welches ihre erste Hauptrolle in einer Fernsehserie seit Lizzie McGuire war. Ihre nächste Hauptrolle spielte sie in How I Met Your Father.

## Gesangskarriere

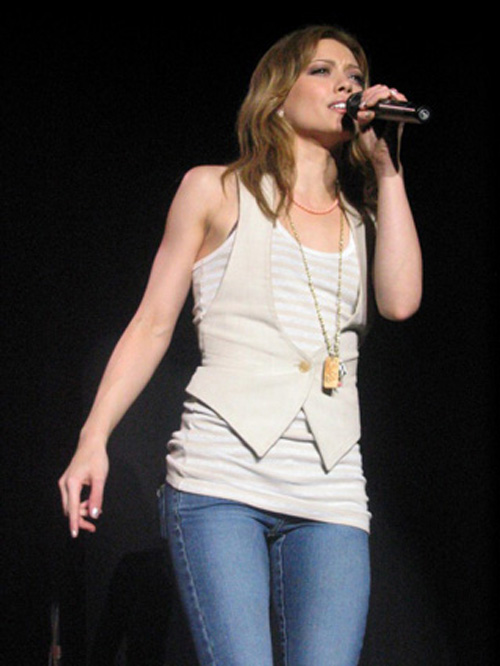
Duff (2006)

Duff brachte 2002 ihr Debütalbum Santa Claus Lane heraus. Danach folgte der Durchbruch als Sängerin mit ihrem zweiten Album Metamorphosis, erschienen am 26. August 2003, und der Singleauskopplung So Yesterday, die auf Platz 42 der Billboard Charts kam. Die zweite Single war Come Clean, die sich auf Platz 35 platzierte. Das Album wurde im Januar 2004 dreifach mit Platin ausgezeichnet.
Das dritte Album, Hilary Duff, erschien am 28. September 2004 und ist rockiger als das erste. Eine Singleauskopplung aus diesem Album war Fly. Dieser belegte Platz 20 der US-Pop Charts. Das Album wurde Ende 2004 mit Platin ausgezeichnet.
2005 wurde im Rahmen der Artist Karaoke Series eine CD mit acht Liedern von Duff veröffentlicht. Im selben Jahr brachte sie ihr drittes Album mit dem Titel Most Wanted heraus, das am 16. August 2005 erschien. Auf diesem befinden sich neben diversen Remixen ihrer alten Hits auch drei neue Lieder, darunter die Singleauskopplung Wake Up, die Platz 29 in den Billboard Hot 100 erreichte, und Beat of My Heart. Zudem erschien die Sonderausgabe The Collector’s Signature Edition des Albums mit einem neuen Track namens Supergirl.
Duffs viertes Album Dignity, ursprünglich bereits für November 2006 angekündigt, wurde am 3. April 2007 veröffentlicht. Die erste Singleauskopplung Play with Fire erschien aber schon im Vorfeld, mit Platz 31 der Hot Dance Club Charts. Die zweite Single With Love erschien am 25. Januar und sprang auf Platz 24 der Billboard Hot 100 und war damit ihr höchster Charteinstieg und auf Platz eins der Hot Dance Club Charts. Die dritte und letzte Single war die am 25. Juni 2007 veröffentlichte Singleauskopplung Stranger, ebenfalls auf Platz 1 der Hit Dance Club Charts. Die Mehrzahl der auf dem Album befindlichen Titel schrieb sie selbst; Outside of You stammt von P!nk.
Am 11. November erschien in den USA Duffs erstes Best-Of-Album, das zugleich ihr letztes Album bei dem Label Hollywood Records war. Auf diesem Album waren zwei neue Songs enthalten: Reach Out und Holiday. Reach Out wurde am 8. November 2008 als Single veröffentlicht und wurde ihr dritter Nummer-eins-Hit in den Hot Dance Club Charts.
Im Oktober 2011 gab Duff bekannt, dass sie nach der Geburt ihres Kindes wieder ein Album aufnehmen und auf Tour gehen will.
Bis Januar 2016 verkaufte Duff weltweit über 16 Millionen Tonträger. Die erfolgreichste Veröffentlichung ist das zweite Studioalbum Metamorphosis, welches über fünf Millionen Mal verkauft wurde.

## Image

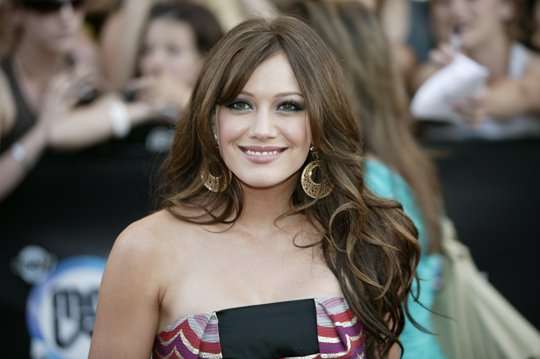
Duff bei den MuchMusic Video Awards 2007

Duff unterzeichnete 2007 einen Modelvertrag bei IMG Models in New York City.
Duff zählte laut dem US-amerikanischen Forbes Magazine zu den am besten verdienenden Jungschauspielern in Hollywood. Zwischen Juni 2007 und Juni 2008 erhielt sie Gagen in Höhe von fünf Millionen US-Dollar und rangierte gemeinsam mit Rupert Grint hinter Daniel Radcliffe, Miley Cyrus, Mary-Kate und Ashley Olsen, den Jonas Brothers, Zac Efron, Ashley Tisdale und Emma Watson auf Platz acht.

## Synchronsprecherin von Hilary Duff
Duffs deutsche Synchronsprecherin ist in der Regel Yvonne Greitzke. So sprach sie Duff in den Serien Lizzie McGuire und How I Met Your Father. Außerdem sprach Greitzke sie in den Filmen Popstar auf Umwegen, Im Dutzend billiger (beide 2003), in dessen Fortsetzung (2005), Cinderella Story (2004), Material Girls (2006), Greta (2009), Bloodworth – Was ist Blut wert (2010) und in dem Film She Wants Me (2012).
In Filmen wurde Duff von Ilona Brokowski (Soldat Kelly), Shandra Schadt (Raise Your Voice – Lebe deinen Traum), Leoni Kristin Oeffinger (The Perfect Man) und Tanya Kahana (War Inc. – Sie bestellen Krieg: Wir liefern), Felixa Dollinger (Stay Cool – Feuer & Flamme), Maren Rainer (Businessplan zum Verlieben) synchronisiert.
In dem Film Casper trifft Wendy (1998) wurde Duff von Jeany Walpuski gesprochen. Bei ihrem Gastauftritt in Ghost Whisperer – Stimmen aus dem Jenseits (2009) wurde sie von Luise Helm synchronisiert. Annina Braunmiller-Jest lieh ihr in Community ihre Stimme.
In der Serie Younger wird Duff von Maren Rainer synchronisiert.

## Andere Geschäftsfelder
Duff hat 2004 ihre eigene Mode-Kollektion „Stuff by Duff“ herausgebracht, zusätzlich hat sie eine eigene Hundemoden-Kollektion entworfen, die sie ihrem verstorbenen Hund Reminton (LDD – Lil’Dog Duff) gewidmet hat. „Stuff by Duff“ löste sich jedoch bereits 2008 wieder auf.
2006 brachte Duff ihr eigenes Parfüm namens „With love…“ heraus. 2008 erschien unter dem Namen „Wrapped with love…“ eine Frühlingsedition von „With love…“. 2006 brachte Mattel eine Barbie von ihr auf den Markt, da sie 2005 und 2006 für die Puppe Kleidung gestaltet hatte. Für das PC-Spiel Die Sims 2 – Haustiere bekam sie – zusammen mit ihrem Hund „Lola“ – ihre eigene Figur.
2010 veröffentlichte Duff ihren ersten Roman Elixir bei dem Verlag Simon & Schuster. Die Fortsetzung Devoted erschien im darauffolgenden Jahr.

## Diskografie

### Studioalben
| Jahr | Titel                    | Höchstplatzierung, Gesamtwochen, AuszeichnungChartplatzierungen (Jahr, Titel, Platzierungen, Wochen, Auszeichnungen, Anmerkungen) | Höchstplatzierung, Gesamtwochen, AuszeichnungChartplatzierungen (Jahr, Titel, Platzierungen, Wochen, Auszeichnungen, Anmerkungen) | Höchstplatzierung, Gesamtwochen, AuszeichnungChartplatzierungen (Jahr, Titel, Platzierungen, Wochen, Auszeichnungen, Anmerkungen) | Höchstplatzierung, Gesamtwochen, AuszeichnungChartplatzierungen (Jahr, Titel, Platzierungen, Wochen, Auszeichnungen, Anmerkungen) | Höchstplatzierung, Gesamtwochen, AuszeichnungChartplatzierungen (Jahr, Titel, Platzierungen, Wochen, Auszeichnungen, Anmerkungen) | Anmerkungen                                                    |
| Jahr | Titel                    | DE | AT | CH | UK | US | Anmerkungen                                                    |
| ---- | ------------------------ | --- | --- | --- | --- | --- | -------------------------------------------------------------- |
| 2002 | Santa Claus Lane         | — | — | — | — | US154 Gold · (3 Wo.)US | Erstveröffentlichung: 15. Oktober 2002 Verkäufe: + 500.000     |
| 2003 | Metamorphosis            | — | — | — | UK69 (2 Wo.)UK | US1 ×4Vierfachplatin · (77 Wo.)US                                                                                                 | Erstveröffentlichung: 26. August 2003 Verkäufe: + 4.547.500    |
| 2004 | Hilary Duff              | — | — | — | — | US2 Platin · (33 Wo.)US | Erstveröffentlichung: 15. September 2004 Verkäufe: + 1.477.500 |
| 2007 | Dignity                  | — | — | CH64 (5 Wo.)CH | UK25 (3 Wo.)UK | US3 Gold · (19 Wo.)US | Erstveröffentlichung: 26. März 2007 Verkäufe: + 507.500        |
| 2015 | Breathe In. Breathe Out. | — | — | — | UK91 (1 Wo.)UK | US5 (19 Wo.)US | Erstveröffentlichung: 12. Juni 2015                            |

### Kompilationen
| Jahr | Titel               | Höchstplatzierung, Gesamtwochen, AuszeichnungChartplatzierungen (Jahr, Titel, Platzierungen, Wochen, Auszeichnungen, Anmerkungen) | Höchstplatzierung, Gesamtwochen, AuszeichnungChartplatzierungen (Jahr, Titel, Platzierungen, Wochen, Auszeichnungen, Anmerkungen) | Höchstplatzierung, Gesamtwochen, AuszeichnungChartplatzierungen (Jahr, Titel, Platzierungen, Wochen, Auszeichnungen, Anmerkungen) | Höchstplatzierung, Gesamtwochen, AuszeichnungChartplatzierungen (Jahr, Titel, Platzierungen, Wochen, Auszeichnungen, Anmerkungen) | Höchstplatzierung, Gesamtwochen, AuszeichnungChartplatzierungen (Jahr, Titel, Platzierungen, Wochen, Auszeichnungen, Anmerkungen) | Anmerkungen                                                 |
| Jahr | Titel               | DE | AT | CH | UK | US | Anmerkungen                                                 |
| ---- | ------------------- | --- | --- | --- | --- | --- | ----------------------------------------------------------- |
| 2005 | Most Wanted         | — | AT72 (2 Wo.)AT | CH69 (5 Wo.)CH | UK31 Gold · (10 Wo.)UK | US1 Platin · (35 Wo.)US | Erstveröffentlichung: 10. August 2005 Verkäufe: + 1.575.000 |
| 2008 | Best of Hilary Duff | — | — | — | — | US125 (1 Wo.)US | Erstveröffentlichung: 11. November 2008                     |

Weitere Kompilationen
- 2006: 4ever Hilary

### Livealben
- 2004: The Girl Can Rock
- 2009: Live at Gibson Amphitheatre

### EPs
- 2003: Metamorphosis Remixes
- 2007: Dignity Remix

### Singles
| Jahr | Titel Album                     | Höchstplatzierung, Gesamtwochen, AuszeichnungChartplatzierungen (Jahr, Titel, Album, Platzierungen, Wochen, Auszeichnungen, Anmerkungen) | Höchstplatzierung, Gesamtwochen, AuszeichnungChartplatzierungen (Jahr, Titel, Album, Platzierungen, Wochen, Auszeichnungen, Anmerkungen) | Höchstplatzierung, Gesamtwochen, AuszeichnungChartplatzierungen (Jahr, Titel, Album, Platzierungen, Wochen, Auszeichnungen, Anmerkungen) | Höchstplatzierung, Gesamtwochen, AuszeichnungChartplatzierungen (Jahr, Titel, Album, Platzierungen, Wochen, Auszeichnungen, Anmerkungen) | Höchstplatzierung, Gesamtwochen, AuszeichnungChartplatzierungen (Jahr, Titel, Album, Platzierungen, Wochen, Auszeichnungen, Anmerkungen) | Anmerkungen                                                     |
| Jahr | Titel Album                     | DE | AT | CH | UK | US | Anmerkungen                                                     |
| ---- | ------------------------------- | --- | --- | --- | --- | --- | --------------------------------------------------------------- |
| 2003 | So Yesterday Metamorphosis      | DE46 (8 Wo.)DE | — | CH28 (20 Wo.)CH | UK9 (13 Wo.)UK | US42 Gold · (20 Wo.)US | Erstveröffentlichung: 20. Juni 2003 Verkäufe: + 570.000         |
| 2004 | Come Clean Metamorphosis        | — | — | CH78 (11 Wo.)CH | UK18 (4 Wo.)UK | US35 Platin · (13 Wo.)US | Erstveröffentlichung: 13. Januar 2004 Verkäufe: + 1.000.000     |
| 2005 | Wake Up Most Wanted             | DE68 (4 Wo.)DE | AT46 (3 Wo.)AT | CH31 (13 Wo.)CH | UK7 (8 Wo.)UK | US29 Gold · (6 Wo.)US | Erstveröffentlichung: 12. Juli 2005 Verkäufe: + 500.000         |
| 2005 | Beat of My Heart Most Wanted    | — | — | CH89 (2 Wo.)CH | — | — | Erstveröffentlichung: 11. Dezember 2005                         |
| 2004 | Fly Hilary Duff                 | — | — | — | UK20 (6 Wo.)UK | — | Erstveröffentlichung: 10. August 2004 erst 2006 in UK platziert |
| 2007 | With Love Dignity               | DE91 (1 Wo.)DE | — | — | UK29 (5 Wo.)UK | US24 Gold · (9 Wo.)US | Erstveröffentlichung: 20. Februar 2007                          |
| 2007 | Stranger Dignity                | — | — | — | — | US97 (1 Wo.)US | Erstveröffentlichung: 3. Juni 2007                              |
| 2014 | Chasing the Sun –               | — | — | — | — | US79 (1 Wo.)US | Erstveröffentlichung: 29. Juli 2014                             |
| 2015 | Sparks Breathe In. Breathe Out. | — | — | — | — | US93 (1 Wo.)US | Erstveröffentlichung: 7. April 2015 Verkäufe: + 30.000          |

Weitere Singles
- 2002: I Can’t Wait
- 2002: Santa Claus Lane
- 2002: Tell Me a Story
- 2003: Why Not
- 2004: Little Voice
- 2004: Our Lips Are Sealed
- 2005: Someone’s Watching Over Me
- 2006: Supergirl
- 2006: Play With Fire
- 2008: Reach Out
- 2009: Any Other Day
- 2014: All About You
- 2016: Little Lies
- 2020: Never Let You Go

Videoalben
- 2003: All Access Pass (US: ×2Doppelplatin )
- 2004: The Girl Can Rock
- 2004: Learning To Fly
- 2007: Here and Now

## Auszeichnungen für Musikverkäufe
| Goldene Schallplatte - Argentinien - 2004: für das Album Metamorphosis - Australien - 2005: für das Videoalbum Learning To Fly - 2014: für die Single All About You - Irland - 2005: für das Album Most Wanted - 2007: für das Album Dignity - Italien - 2007: für das Album Dignity - Japan - 2004: für das Album Hilary Duff - 2005: für das Album Most Wanted - Mexiko - 2004: für das Album Metamorphosis - 2006: für das Album Most Wanted - 2017: für die Single Sparks - Neuseeland - 2004: für das Album Metamorphosis - 2018: für das Album Hilary Duff - 2018: für das Album Most Wanted - Spanien - 2006: für das Album Most Wanted Platin-Schallplatte - Argentinien - 2007: für das Videoalbum Dignity - Australien - 2003: für das Album Metamorphosis - 2004: für das Album Hilary Duff - 2004: für die Single So Yesterday - 2004: für das Videoalbum All Access Pass - 2005: für das Videoalbum Hilary Duff: The Concert – The Girl Can Rock - 2005: für das Album Most Wanted | 2× Platin-Schallplatte - Kanada - 2005: für das Videoalbum Learning To Fly - 2005: für das Album Most Wanted 3× Platin-Schallplatte - Kanada - 2005: für das Album Hilary Duff 4× Platin-Schallplatte - Kanada - 2004: für das Album Metamorphosis 5× Platin-Schallplatte - Kanada - 2004: für das Videoalbum All Access Pass - 2005: für das Videoalbum Hilary Duff: The Concert – The Girl Can Rock |

Anmerkung: Auszeichnungen in Ländern aus den Charttabellen bzw. Chartboxen sind in ebendiesen zu finden.
| Land/RegionAuszeichnungen für Musikverkäufe (Land/Region, Auszeichnungen, Verkäufe, Quellen) | Gold       | Platin       | Verkäufe  | Quellen             |
| -------------------------------------------------------------------------------------------- | ---------- | ------------ | --------- | ------------------- |
| Argentinien (CAPIF)                                                                          | Gold1      | Platin1      | 38.000    | Einzelnachweise     |
| Australien (ARIA)                                                                            | 2× Gold2   | 6× Platin6   | 352.500   | aria.com.au         |
| Irland (IRMA)                                                                                | 2× Gold2   | —            | 15.000    | irishcharts.ie      |
| Italien (FIMI)                                                                               | Gold1      | —            | 40.000    | Einzelnachweise     |
| Japan (RIAJ)                                                                                 | 2× Gold2   | —            | 200.000   | riaj.or.jp          |
| Kanada (MC)                                                                                  | —          | 21× Platin21 | 1.020.000 | musiccanada.com     |
| Mexiko (AMPROFON)                                                                            | 3× Gold3   | —            | 130.000   | amprofon.com.mx     |
| Neuseeland (RMNZ)                                                                            | 3× Gold3   | —            | 22.500    | radioscope.co.nz    |
| Spanien (Promusicae)                                                                         | Gold1      | —            | 40.000    | elportaldemusica.es |
| Vereinigte Staaten (RIAA)                                                                    | 5× Gold5   | 9× Platin9   | 9.700.000 | riaa.com            |
| Vereinigtes Königreich (BPI)                                                                 | Gold1      | —            | 100.000   | bpi.co.uk           |
| Insgesamt                                                                                    | 21× Gold21 | 37× Platin37 |           |                     |

## Filmografie (Auswahl)

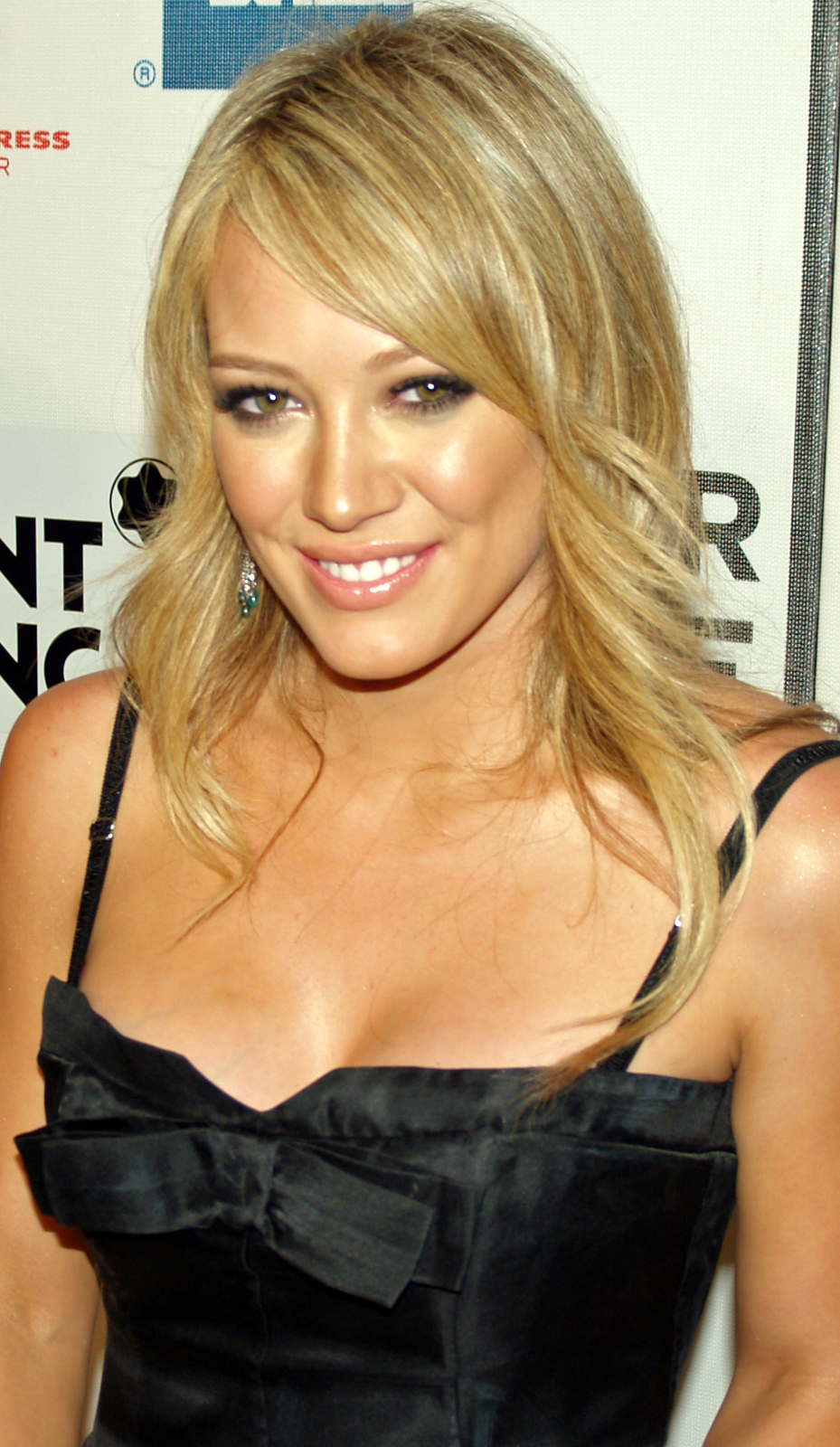
Duff beim Tribeca Film Festival 2008

- 1998: Casper trifft Wendy (Casper Meets Wendy)
- 1999: Der himmlische Plan (The Soul Collector, Fernsehfilm)
- 2000: Chicago Hope – Endstation Hoffnung (Chicago Hope, Fernsehserie, Folge 6x17 Cold Hearts)
- 2001: Human Nature – Die Krone der Schöpfung (Human Nature)
- 2001–2004: Lizzie McGuire (Fernsehserie, 65 Folgen)
- 2002: Soldat Kelly (Cadet Kelly)
- 2003: Agent Cody Banks
- 2003: Punk’d (Fernsehserie, Folge 2x01)
- 2003: Popstar auf Umwegen (The Lizzie McGuire Movie)
- 2003: Im Dutzend billiger (Cheaper by the Dozen)
- 2004: Cinderella Story (A Cinderella Story)
- 2004: Frasier (Fernsehserie, Folge 11x12 Frasier-Lite)
- 2004: Raise Your Voice – Lebe deinen Traum (Raise Your Voice)
- 2004: Die Suche nach dem Weihnachtsmann (In Search of Santa, Stimme)
- 2005: The Perfect Man
- 2005: Im Dutzend billiger 2 – Zwei Väter drehen durch (Cheaper by the Dozen 2)
- 2005: Die himmlische Joan (Joan of Arcadia, Fernsehserie, Folge 2x14 The Rise & Fall of Joan Girardi)
- 2005: The Diary of Hilary Duff (Dokumentation)
- 2006: Material Girls
- 2007: Hilary Duff: This Is Now (Dokumentation)
- 2007: The Andy Milonakis Show
- 2008: War Inc. – Sie bestellen Krieg: Wir liefern (War, Inc.)
- 2009: What Goes Up
- 2009: Ghost Whisperer – Stimmen aus dem Jenseits (Ghost Whisperer, Fernsehserie, Folge 4x19 Thrilled to Death)
- 2009: Law & Order: New York (Law & Order: Special Victims Unit, Fernsehserie, Folge 10x19 Selfish)
- 2009: Greta (According to Greta)
- 2009: Gossip Girl (Fernsehserie, 6 Folgen)
- 2009: Stay Cool – Feuer & Flamme (Stay Cool)
- 2010: Businessplan zum Verlieben (Beauty & the Briefcase)
- 2010: Community (Fernsehserie, Folge 2x07 Aerodynamics of Gender)
- 2010: Bloodworth – Was ist Blut wert? (Bloodworth)
- 2012: She Wants Me
- 2012: Foodfight! (Stimme)
- 2012: Jets – Helden der Lüfte (Ot vinta 3D, Stimme)
- 2013: Raising Hope (Fernsehserie, Folge 3x20)
- 2013: Two and a Half Men (Fernsehserie, Folge 10x23)
- 2013: Dora (Zeichentrickserie, Synchronstimme, eine Folge)
- 2014: Real Girl's Kitchen (Fernsehprogramm, 3 Folgen)
- 2015–2021: Younger (Fernsehserie, 84 Folgen)
- 2016: Flock of Dudes
- 2016–2017: The Talk (Co-Moderatorin)
- 2019: The Haunting of Sharon Tate
- 2022–2023: How I Met Your Father (Fernsehserie, 30 Folgen, auch Produzentin)

## Auszeichnungen
| Jahr | Auszeichnung                             | Nominiert | Rang       |
| ---- | ---------------------------------------- | --- | ---------- |
| 1999 | Young Artist Award                       | Bester Auftritt in einem Fernseh- oder Serie – Junge Schauspielerin im Alter von unter zehn Casper trifft Wendy | Nominiert  |
| 2000 | Young Artist Award                       | Bester Auftritt in einem Fernsehfilm Der himmlische Plan | Gewonnen   |
| 2002 | Nickelodeon Kids’ Choice Awards          | Lieblingsserien Schauspielerin (Lizzie McGuire) | Nominiert  |
| 2002 | Young Artist Award                       | Bester Auftritt in einer Fernsehserie (mit Lalaine, Jake Thomas, Adam Lamberg und Ashlie Brillault) Lizzie McGuire | Nominiert  |
| 2002 | Young Artist Award                       | Bester Auftritt in einer Fernsehserie – Hauptdarstellerin Lizzie McGuire | Nominiert  |
| 2003 | Young Artist Award                       | Bester Auftritt in einem Fernsehfilm (mit Lalaine, Jake Thomas, und Adam Lamberg) Lizzie McGuire | Nominiert  |
| 2003 | Nickelodeon Kids’ Choice Awards          | Lieblingsserien Darstellerin (Lizzie McGuire) | Nominiert  |
| 2003 | Fort Myers Beach Film Festival           | Rising Star Award | Gewonnen   |
| 2003 | Teen Choice Awards                       | Choice Movie Breakout Star – Female (Popstar auf Umwegen) | Gewonnen   |
| 2003 | Teen Choice Awards                       | Choice Movie Actress – Comedy (Popstar auf Umwegen) | Nominiert  |
| 2003 | Teen Choice Awards                       | Choice TV Actress – Comedy (Lizzie McGuire) | Nominiert  |
| 2003 | VH1 Big in 03 Awards                     | Big Breakthrough | Gewonnen   |
| 2003 | Rolling Stone’s                          | Teenager of the Year | Gewonnen   |
| 2004 | DVD Awards                               | Franchise’s Performance Award | Gewonnen   |
| 2004 | Nickelodeon Kids’ Choice Awards          | Lieblingsserien Darstellerin (Lizzie McGuire) | Nominiert  |
| 2004 | Nickelodeon Kids’ Choice Awards          | Lieblings Sängerin | Gewonnen   |
| 2004 | Much Music Video Awards                  | People’s Choice Favourite International Artist „Come Clean“ | Nominiert  |
| 2004 | TMF Awards (Niederlande)                 | Best Newcomer | Gewonnen   |
| 2004 | TRL Awards                               | Fake ID Club | Gewonnen   |
| 2004 | World Music Awards                       | World’s Best New Female Artist | Gewonnen   |
| 2004 | Young Artist Awards                      | Best Young Ensemble in a Feature Film (mit Brent Kinsman, Shane Kinsman, Forrest Landis, Steven Anthony Lawrence, Liliana Mumy, Kevin Schmidt, Jacob Smith, Alyson Stoner, Blake Woodruff und Morgan York) Im Dutzend billiger | Gewonnen   |
| 2004 | MTV Video Music Awards                   | Best Pop Video „Come Clean“ | Nominiert  |
| 2004 | Los Premios MTV Latinoamérica            | Best Pop Artist — International | Nominiert  |
| 2004 | Teen Choice Awards                       | Choice Movie Blush (Im Dutzend billiger) | Nominiert  |
| 2004 | Young Hollywood Awards                   | Today’s Superstar | Gewonnen   |
| 2005 | Los Premios MTV Latinoamérica            | Best Pop Artist — International | Nominiert  |
| 2005 | Nickelodeon Kids’ Choice Awards          | Favorite Movie Actress (Cinderella Story und Raise Your Voice – Lebe deinen Traum) | Gewonnen   |
| 2005 | Nickelodeon Kids’ Choice Awards          | Favorite TV Actress (Lizzie McGuire) | Nominiert  |
| 2005 | DVD Exclusive Awards                     | Triple Threat: Erfolg im Fernsehen, Musik und Filme | Gewonnen   |
| 2005 | Teen Choice Awards                       | Choice Movie Blush Scene (Cinderella Story) | Gewonnen   |
| 2005 | Teen Choice Awards                       | Choice Movie Actress: Comedy (mit Chad Michael Murray) (Cinderella Story) | Nominiert  |
| 2005 | Teen Choice Awards                       | Choice Movie Chemistry (mit Chad Michael Murray) (Cinderella Story) | Nominiert  |
| 2005 | Teen Choice Awards                       | Choice Movie Liplock (mit Chad Michael Murray) (Cinderella Story) | Nominiert  |
| 2005 | Teen Choice Awards                       | Choice Movie Love Scene (mit Chad Michael Murray) (Cinderella Story) | Nominiert  |
| 2005 | US Weekly Hottest Hollywood Style Awards | Bester Schwesternstyle (Hilary und Haylie Duff) | Gewonnen   |
| 2005 | COSMOgirl! Magazine Annual Awards        | Born to Lead Award | Gewonnen   |
| 2005 | Goldene Himbeere                         | Worst Actress (Cinderella Story und Raise Your Voice – Lebe deinen Traum) | Nominiert  |
| 2006 | TRL Awards                               | Best New Artist | Gewonnen   |
| 2006 | TRL Awards                               | Fake ID (Bester Gast unter 21) | Nominiert  |
| 2006 | TRL Awards                               | Quit Your Day Job (Bester Gastgeber) | Nominiert  |
| 2006 | Goldene Himbeere                         | Worst Actress (Im Dutzend billiger 2 – Zwei Väter drehen durch und The Perfect Man) | Nominiert  |
| 2006 | Teen Choice Awards                       | Movies – Choice Actress: Comedy (Im Dutzend billiger 2 – Zwei Väter drehen durch und Der perfekte Mann) | Nominiert  |
| 2007 | TRL Awards (Italien)                     | First Lady | Gewonnen   |
| 2007 | Teen Choice Awards                       | Choice Love Song – „With Love“ | Gewonnen   |
| 2007 | Los Premios MTV Latinoamérica            | Best Pop Artist — International | Nominiert  |
| 2007 | Much Music Video Awards                  | Best International Video-Artist „With Love“ | Nominiert  |
| 2007 | Much Music Video Awards                  | People’s Choice: Favourite International Artist „With Love“ | Gewonnen   |
| 2007 | Kids Choice Awards (Italien)             | Best International Act | Gewonnen   |
| 2007 | Goldene Himbeere                         | Worst Actress (mit Haylie Duff) (Material Girls) | Nominiert  |
| 2007 | Goldene Himbeere                         | Worst Screen Couple (mit Haylie Duff) (Material Girls) | Nominiert  |
| 2007 | People Magazine Award                    | Best Behaved Star | Nominiert  |
| 2009 | Poptastic Award                          | All-Time Idol | Ausstehend |
| 2009 | TRL Awards                               | First Lady | Gewonnen   |
| 2009 | TRL Awards                               | Best #1 of the year | Ausstehend |
| 2010 | TCA Award                                | TV Female „Scene Stealer“ | Gewonnen   |
| 2020 | Goldene Himbeere                         | Worst Actress (The Haunting of Sharon Tate) | Gewonnen   |